# 社會流動
社會流動指個人在階層裡向上、向下或水平的流動情形，通常是以經濟、社會地位、聲望作為主要區隔的因素。
社會學注重社會流動在一個社會當中流動數量與頻率，這包含世代間流動頻率的不同，同時亦能檢視社會開放的程度多寡。

## 影響因素
社會學透過兩種方面加以解析。
第一種層面指得是個人的因素關係，如職業、家境、教育、所得所造成的影響。
第二種層面是總體結構方面的層面，如社會制度、結構本身影響的階層流動。
社會學家認為，總體結構層面造成社會流動的影響大於個人因素。

## 類型
總體而言可以分為最簡單的兩種流動。

### 垂直流動
垂直流動指的是一個人因為所得、聲望等所造成的向下或向上的階層流動。向上通常是指個體獲得財富與聲望的流動；向下通常是個體失去財富或聲望的流動。彼此之間的只單純以經濟水平作為區分界線。

### 水平流動
水平流動可以指一個人的職位工作的變動，但是所得與聲望沒有改變的情形。通常是轉換工作職業或個人的遷移等所造成流動。

## 社會學概念

### 代際流動
代際流動（intergenerational mobility）又稱為異代流動。是指一個家庭成員在社會階層與父母社會階層之間的社會流動差異，是社會學研究的重要對象。（借此比較社會結構與個人因素之間的流動差異原因為何）

### 代內流動
代內流動（Intragenerational mobility）指個體因為事業或工作職場的升遷或下降等所造成的社會流動，又稱為事業流動。

### 絕對流動
絕對流動是指個體因為受到經濟結構發生改變，而使誘導出來社會階層的總量。社會學認為產業與人口結構的變化足以影響個體在階層當中的流動。
例如:後工業時代社會產業結構轉變，服務業在社會位置的需求數大量增加，但同時也具備低薪的特質。
女性、非典型工作者成為新的工作主力之一。

### 相對流動
相對流動指的是個體未受到經濟結構發生改變而產生的一種既有社會位置未發生變動下形成的流動。（意指社會位置的數量並未增減而發生的社會流動）
社會學重視的是階級背景對個人社會流動的影響情形。（有包含異代流動造成差異的概念）

## 困難原因

### 高階位置稀少
在社會裡的職業工作位置裡，頂端的位置本來就存在於稀少性，因此阻礙個體向上流動的機會（所以必須透過彼此競爭等方式力爭上游）。

### 既得利益者壁壘
在上流社會會透過各種工具(如政治、文化、經濟等)維護它們自身的階級利益，同時阻礙中下階層流動的機會。

## 影響
1．心理不安感（新角色緊張）。
2．缺乏安全感。
3．社會階級不穩。
4．初級關係瓦解（指向上流動，因為社會位置少，因此異質性高）。
5．生活方式改變。

## 成就
- 獎學金
- 科舉考試
- 選美比賽
- 六合彩